# Central Geological Survey
Le Central Geological Survey (CGS) (officiellement en chinois : 中央地質調查所 ; pinyin : Zhōngyāng Dìzhí Diàochá Suǒ) est l'agence gouvernementale du Ministère des Affaires économiques de Taïwan responsable des études géologiques et de la recherche en géosciences.

## Histoire
Le Central Geological Survey fut fondé le 20 novembre 1978 pour remplacer son prédécesseur : le Provincial Geological Survey of Taiwan (commission géologique provinciale de Taïwan).

## Structure
Parmi l'organisation interne, on retrouve :
- Bureau de la Planification
- Division Géologie régionale
- Division Tectonique active
- Division Ingénierie géologique et Géologie de l'environnement
- Division Ressources géologiques
- Division de l'Information géologique
- Bureau du secrétariat
- Bureau des ressources humaines
- Bureau de la comptabilité
- Bureau de la discipline